# خربق عطر
خَرْبَق عطر عشبة تزيينية معمرة من جنس الخربق تعلو نحو 30 إلى 40 سم. ورقتها قرصية وحيدة وريقاتها من 7 إلى 11. أزهارها كبيرة القد فواحة الأريج المستحب لونها إلى الأخضر الفستقي. ازهراره يستمر من شباط إلى نيسان.